# 7 vidas
7 vidas (o Siete vidas) es una serie de televisión española, ambientada en Madrid y emitida a través de Telecinco entre 1999 y 2006. Fue pionera de la comedia de situación o sitcom en España. Durante unos años fue la ficción semanal más longeva en la historia de la televisión española, hasta que fue superada por Cuéntame cómo pasó (2001-2023).Siete vidas destacó además por ser la primera serie española en tener una serie derivada o spin-off, la comedia de situación Aída, centrada en uno de sus personajes, la limpiadora y camarera Aída García, y que se saldó con un notable índice de audiencia. 
Comenzó su andadura el 17 de enero de 1999, con un corto elenco de actores: Amparo Baró (Sole), Javier Cámara (Paco), Toni Cantó (David), Blanca Portillo (Carlota) y Paz Vega (Laura). El hilo argumental que seguían los primeros capítulos era la milagrosa recuperación del personaje de Cantó tras dieciocho años en coma y su integración en una sociedad que desconocía por completo, pero con la marcha de personajes originales se pasó a contar con tramas independientes para cada episodio con algunas excepciones. 
Pese a no tener unos resultados de audiencia espectaculares en sus inicios, el enorme éxito de crítica y, sobre todo, la calidad de sus guiones sirvió para que la serie permaneciera siete años en antena, aumentando su seguimiento cada temporada.
La serie sirvió de trampolín para actores como Javier Cámara o Paz Vega, y el elenco tuvo que renovarse inevitablemente. Así, desde 1999 hasta 2006 pasaron por la serie los siguientes actores como "fijos": Gonzalo de Castro (Gonzalo), Willy Toledo (Ríchard), Pau Durà (Álex), Marina Gatell (Esther), Anabel Alonso (Diana), Carmen Machi (Aída), Florentino Fernández (Félix), Santi Millán (Sergio), Eva Santolaria (Vero), Santi Rodríguez (El Frutero), María Pujalte (Mónica), Leandro Rivera (Pablo), Cristina Peña (Irene) y Yolanda Ramos (Charo).
La canción de la cabecera en sus inicios fue compuesta e interpretada por Emilio Aragón. A partir del año 2000 fue versionada por Raimundo Amador hasta 2004, que correría a cargo de El Canto del Loco hasta el final de la serie.
Algunos de los guionistas de 7 vidas han sido Txemi Parra, Sergio Guardado, Tom Fernández, Ángel Martín, Antonio Sánchez, David Bermejo, David Sánchez, Esther Morales, Jordi Terradas, Enrique P. Barberà, Manel Nofuentes, Mario Montero, Marta Sánchez, Natxo López, Oriol Capel, Roberto Jiménez, Sonia Pastor, Raúl Díaz, Nando Abad, Julián Sastre, Francisco Arnal, Jorge Anes, Almudena Ocaña, Lele Morales, Alberto López y Daniel Monedero.
El 12 de marzo del 2006 se celebró el capítulo número 200 después de 15 temporadas en antena con una emisión especial en directo en la que participó el elenco original junto con la última temporada. Tuvo gran éxito (casi 5.600.000 espectadores y 30% de cuota de pantalla).
La serie finalizó el 16 de abril del 2006, tras 204 capítulos y de manera bastante inesperada para el público. Las causas fueron el lógico desgaste producido por el paso del tiempo y también que cada vez más actores "fijos" dejaron claro en algunas entrevistas que preferían volver al teatro.

## Temporadas
| Temporada | Temporada | Episodios | Estreno                  | Final                   | Audiencia media | Audiencia media |
| Temporada | Temporada | Episodios | Estreno                  | Final                   | Espectadores    | Cuota           |
| --------- | --------- | --------- | ------------------------ | ----------------------- | --------------- | --------------- |
|           | 1         | 13        | 17 de enero de 1999      | 11 de abril de 1999     | 2 950 000       | 20,1%           |
|           | 2         | 13        | 18 de abril de 1999      | 11 de julio de 1999     | 3 814 007       | 24,7%           |
|           | 3         | 14        | 19 de septiembre de 1999 | 19 de diciembre de 1999 | 4 009 000       | 26,5%           |
|           | 4         | 14        | 9 de enero de 2000       | 27 de abril de 2000     | 3 987 000       | 25,0%           |
|           | 5         | 10        | 4 de mayo de 2000        | 6 de julio de 2000      | 3 494 000       | 20,4%           |
|           | 6         | 13        | 14 de septiembre de 2000 | 6 de diciembre de 2000  | 4 064 000       | 24,8%           |
|           | 7         | 9         | 17 de enero de 2001      | 14 de marzo de 2001     | 4 165 000       | 26,4%           |
|           | 8         | 14        | 19 de septiembre de 2001 | 19 de diciembre de 2001 | 3 574 000       | 25,2%           |
|           | 9         | 13        | 21 de abril de 2002      | 21 de julio de 2002     | 4 465 000       | 26,6%           |
|           | 10        | 13        | 5 de febrero de 2003     | 13 de abril de 2003     | 4 803 000       | 27,6%           |
|           | 11        | 13        | 20 de abril de 2003      | 13 de julio de 2003     | 4 384 000       | 28,9%           |
|           | 12        | 27        | 4 de enero de 2004       | 18 de julio de 2004     | 3 779 000       | 21,3%           |
|           | 13        | 13        | 19 de septiembre de 2004 | 9 de enero de 2005      | 3 814 007       | 24,7%           |
|           | 14        | 12        | 1 de mayo de 2005        | 17 de julio de 2005     | 4 465 000       | 26,6%           |
|           | 15        | 13        | 8 de enero de 2006       | 16 de abril de 2006     | 4 064 000       | 24,8%           |
| Total     | Total     | 204       | 17 de enero de 1999      | 16 de abril de 2006     | 3 941 000       | 24,5%           |

## Argumento
- Temporada 1 (del 17 de enero al 11 de abril de 1999). 13 episodios (del 1 al 13). 
  - Argumento: David despierta tras dieciocho años en estado de coma producido por una caída el 23 de febrero de 1981, día en el que tenía planeado mantener su primer encuentro sexual. Al oír por la radio los disparos del asalto al Congreso, cae en la ducha y se da un golpe en la cabeza. Al despertar, su hermana Carlota[2] y sus vecinos Paco y Sole, el mejor amigo de David y la madre de éste, intentan que se adapte a la nueva realidad.[3] Por su parte, su prima de Sevilla Laura aparece en la casa con intención de emprender una nueva vida.[4] A partir del episodio número 3 aparece Gonzalo muy ocasionalmente. Él es camarero y posterior dueño del CASI ke No (bar del barrio donde se reúnen todos los amigos). En el episodio 12 se incorpora Estefanía (chica con la que iba a producirse aquel encuentro 18 años antes). Y en el episodio 13 se incorpora Fernando, torpe pretendiente de Laura ahora está enamorada de David.[5]
  - Reparto: Toni Cantó, Javier Cámara, Blanca Portillo, Paz Vega y Amparo Baró.

- Temporada 2 (del 18 de abril al 11 de julio de 1999). 13 episodios (del 14 al 26).
  - Argumento: David continúa con su relación con Estefanía (aunque finalmente ella le deja y se muda a Londres) y trabajando de camarero en el Casi-ke-No.[6] Por otro lado Laura intentará poner celoso a David con Fernando. En esta temporada aparece el encargado del Casi-ke-No,[7] revelando más tarde su nombre es decir, Gonzalo. En el capítulo 24 David y Paco reciben la visita de Richard (amigo gañan de la infancia).[8]
  - Reparto: Toni Cantó, Javier Cámara, Blanca Portillo, Paz Vega, Amparo Baró, Javier Veiga, Vicenta Ndongo y Gonzalo de Castro.

- Temporada 3 (del 19 de septiembre al 19 de diciembre de 1999). 14 episodios (del 27 al 40).
  - Argumento: Continúan las peripecias de los protagonistas. Gonzalo y Carlota inician relación sentimental. Paco decide irse a vivir con Richard que se incorpora como personaje secundario. En su lugar se marcha Fernando.
  - Reparto: Toni Cantó, Javier Cámara, Blanca Portillo, Paz Vega, Amparo Baró, Gonzalo de Castro y Willy Toledo.

- Temporada 4 (del 9 de enero al 27 de abril de 2000). 14 episodios (del 42 al 56).
  - Argumento: Gonzalo y Carlota rompen pero volviendo de nuevo más tarde. Richard buscará piso, trabajo y continuará siendo como es (dejando la serie en el penúltimo capítulo de la temporada). Por último Paco vuelve con su madre y encuentra trabajo. Aparecen dos nuevos personajes, una nueva inquilina en el edificio llamada Diana, actriz que pronto se hace la amistad de todos y Aída empleada de hogar que Sole acaba de contratar ambas salen en un episodio como personajes secundarios. Aparecerán de manera continuada en la quinta temporada.
  - Reparto: Toni Cantó, Javier Cámara, Blanca Portillo, Paz Vega, Amparo Baró, Gonzalo de Castro y Guillermo Toledo.

- Temporada 5 (del 4 de mayo al 6 de julio de 2000). 9 episodios (del 56 al 65).
  - Argumento: Paco obtiene un trabajo como guardia de seguridad. David recibe de boca de un ligue la noticia de su futura paternidad y comienza a madurar para descubrir en el parto que el hijo que espera ella no es suyo. Laura se marcha a vivir a Mallorca para trabajar de azafata apareciendo en dos episodios. Carlota y Gonzalo dueños ahora del Casi-ke-No continúan siendo pareja. Por otro lado Diana se incorpora como personaje fijo en la serie al igual que Gonzalo. Por último Aída es contratada para ser asistenta y camarera del Casi-ke-No.
  - Reparto: Toni Cantó, Javier Cámara, Blanca Portillo, Gonzalo de Castro, Anabel Alonso, Amparo Baró, Paz Vega y Carmen Machi.

- Temporada 6 (del 14 de septiembre al 6 de diciembre de 2000). 13 episodios (del 65 al 78).
  - Argumento: Tras la marcha de David y Laura, aterrizan en la serie Álex medio hermano de Paco fruto de una aventura del padre de este[9] y Esther antigua compañera de promoción de Carlota. Paco empieza a salir con una madre soltera teniendo que cuidar a su hijo llamado Javi. Mientras Diana comienza a identificarse como lesbiana.[4] Aída sigue trabajando en el bar y Gonzalo y Carlota se prometen casarse.
  - Reparto: Javier Cámara, Amparo Baró, Blanca Portillo, Gonzalo de Castro, Pau Durà, Marina Gatell, Anabel Alonso, Carmen Machi y Daniel Esparza.

- Temporada 7 (del 17 de enero al 14 de marzo de 2001). 9 episodios (del 78 al 87).
  - Argumento: Esther vuelve con su exmarido por lo que se marcha de la serie, apareciendo por última vez en el episodio 78. También se va Javi, apareciendo por última vez en el episodio 79. Paco se queda en el paro y se lo ocultará a Sole. Álex se muda al almacén del Casi-ke-No después de que Gonzalo y Carlota se casan[10] y se mudan a la casa de ésta conviviendo con Diana. Por último llega Lucía, sobrina de Sole y prima segunda de Paco, la cual se enamora de Álex pero debido a la diferencia de edad ambos llevarán una relación en secreto.
  - Reparto: Javier Cámara, Amparo Baró, Blanca Portillo, Gonzalo de Castro, Pau Durà, Marina Gatell, Anabel Alonso, Carmen Machi, Daniel Esparza y Marian Álvarez.

- Temporada 8 (del 19 de septiembre al 19 de diciembre de 2001). 13 episodios (del 87 al 100).
  - Argumento: Paco abandona por fin el hogar materno para concursar en el programa Supervivientes. A cambio, reaparece su hermano Félix recién separado de su mujer.[11] Se marchan a Salamanca Lucía y Álex marchándose de la serie. Regresa también Richard, el caradura siempre dispuesto a sablear al resto de amigos que se incorpora como personaje fijo. En el capítulo 100, emitido el 19 de diciembre de 2001, David, Laura y Paco regresan a casa para pasar la Navidad con los suyos.
  - Reparto: Amparo Baró, Florentino Fernández, Blanca Portillo, Gonzalo de Castro, Willy Toledo, Anabel Alonso y Carmen Machi.

- Temporada 9 (del 21 de abril al 21 de julio de 2002). 13 episodios (del 101 al 113).
  - Argumento: Vero, hermana de Gonzalo decide instalarse definitivamente en el barrio tras haber vivido alocadamente en Londres e inicia una tormentosa relación con Richard. Por su parte, Diana mantiene un romance con Nieves, militar con la que cree haber encontrado estabilidad.
  - Reparto: Amparo Baró, Florentino Fernández, Blanca Portillo, Gonzalo de Castro, Willy Toledo, Eva Santolaria, Anabel Alonso y Carmen Machi.

- Temporada 10 (del 5 de febrero al 13 de abril de 2003). 13 episodios (del 114 al 126). 
  - Argumento: Félix vuelve con su exmujer y Richard deja a Vero por la primera mujer que encuentra haciendo el Camino de Santiago. Aparecen nuevos personajes en la serie, El Frutero, hombre sin escrúpulos que explota a los empleados de su negocio y que no duda en hacerse pasar por disminuido físico para lucrarse con ello (personaje que ya había aparecido en las temporadas anteriores pero de forma esporádica) y Sergio, viejo amigo de Gonzalo por el que Vero se siente inmediatamente atraída. Gonzalo empieza a salir con Aurora, un antiguo amor pero al enterarse de que Carlota espera un hijo suyo decide reconstruir su matrimonio. Sole se enamora de Emilio, padre de Diana pero relación truncada por el fallecimiento de este. La relación de Diana con Nieves se trunca cuando Nieves la deja por una eurodiputada por lo que la actriz decide irse a vivir con Sole.
  - Reparto: Amparo Baró, Blanca Portillo, Gonzalo de Castro, Eva Santolaria, Carmen Machi, Santi Millán, Anabel Alonso y Santi Rodríguez.

- Temporada 11 (del 20 de abril al 13 de julio de 2003). 13 episodios (del 127 al 140).
  - Argumento: Gonzalo empieza a salir con Aurora, un antiguo amor pero al enterarse de que Carlota espera un hijo suyo, decide reconstruir su matrimonio. Sole se enamora de Emilio, el padre de Diana, relación truncada por el fallecimiento de este. La relación de Diana con Nieves se trunca cuando esta última la deja por una eurodiputada, y la actriz decide irse a vivir con Sole. Diana despedida de la serie en la que actúa y comienza a presentar el reality show Sin pelos en la lengua. En el último capítulo, nace la hija de Gonzalo y Carlota llamada Laurita.
  - Reparto: Amparo Baró, Blanca Portillo, Gonzalo de Castro, Eva Santolaria, Carmen Machi, Santi Millán, Anabel Alonso y Santi Rodríguez.

- Temporada 12 (del 4 de enero al 18 de julio de 2004). 27 episodios (del 140 al 166).
  - Argumento: Tras ser despedida del reality show Sin pelos en la lengua, Diana encontrará trabajo como chacha andaluza en la serie Chacha de familia. Por otro lado la relación de Sergio y Vero va viento en popa, terminando con que Vero se muda con él y viven juntos,[12] hasta que por culpa de los celos de Sergio le sabotea su currículum y Vero no puede ir a Londres y finalmente rompen la relación aunque continúan viviendo juntos. Por otro lado Sergio se matricula en la Universidad. Por último la familia formada por Gonzalo, Carlota y la recién nacida Laurita[13] va muy bien aunque a finales de la temporada, Carlota abandona el hogar para irse a Galicia a grabar para hacer una película aunque en su regreso le cuenta a Gonzalo que le ha puesto los cuernos. Por último Gonzalo descubre que es adoptado y va en busca de conocer a sus padres descubriendo que su madre está muerta y de que su padre es un estafador. Finalmente Carlota deberá elegir entre Gonzalo o Alberto, su amante.
  - Reparto: Amparo Baró, Blanca Portillo, Gonzalo de Castro, Eva Santolaria, Carmen Machi, Santi Millán, Santi Rodríguez y Anabel Alonso.

- Temporada 13 (del 19 de septiembre de 2004 al 9 de enero de 2005). 13 episodios (del 167 al 179).
  - Argumento: Carlota se decide por Alberto, su amante y se lleva con ella a Laurita[14] y Gonzalo se queda viviendo con Vero que ha vuelto con Sergio.[15] Debido a la depresión de Gonzalo, se irá al puticlub al cual va El Frutero, finalmente este es rescatado por El Frutero y Sergio aunque una vecina de El Frutero le ve saliendo del club y se chiva a la mujer de este provocando que esta le eche de casa y quiera separarse de él; por lo que Gonzalo le pide a El Frutero que se vaya a vivir con él y con Vero y él acepta. Por último Sole ayuda a Sergio con un trabajo de la universidad y el profesor de este le dice a Sole que se matricula en la universidad. Por último, Mónica, abogada de Carlota, aparece en el Casi-ke-No para tramitar el divorcio,[16]  pero decide abandonar su profesión y compra el bar. Aída recibe la noticia del fallecimiento de su padre marchándose en consecuencia del bar y de la serie. Este es el momento del comiendo del Spin-off "Aída", que comienza en el funeral.

- - Reparto: Amparo Baró, Gonzalo de Castro, Eva Santolaria, Carmen Machi, Santi Millán, Santi Rodríguez, María Pujalte y Anabel Alonso.

- Temporada 14 (del 1 de mayo al 17 de julio de 2005). 12 episodios (del 180 al 191).
  - Argumento: Laura regresa de visita a casa de los Gimeno, aunque solo permanece unos días. Pablo, el hermano de Sergio,[17] se traslada a Madrid recién terminados sus estudios de Medicina para doctorarse. Se enamora perdidamente de Vero, pero eso no impide que el romance de esta con Sergio culmine en boda. La convivencia laboral con Gonzalo hace que Mónica se empiece a enamorar de él. Este comenzará a sentir lo mismo por ella cuando esta, no correspondida en su momento, comience una relación.[18][19][20]
  - Reparto: Amparo Baró, Gonzalo de Castro, Anabel Alonso, Eva Santolaria, Santi Millán, Santi Rodríguez, María Pujalte, Leandro Rivera.

- Temporada 15 (del 8 de enero al 16 de abril de 2006): 13 episodios (del 192 al 204).
  - Argumento: Charo, la cuñada de Mónica aparece en el Kasi ke no dispuesta a rehacer su vida. Iniciará un romance con Gonzalo. Por otro lado, Pablo que está destrozado por la marcha de Vero, solo se recuperará con la aparición de Irene. Johnny, un compañero de facultad de Sole adicto al cannabis, es desahuciado por sus compañeros de piso y comienza a vivir con Pablo e Irene. Pronto se descubre que Irene es realmente la hermana biológica de Gonzalo.[21][22]
  - Reparto: Amparo Baró, Gonzalo de Castro, Anabel Alonso, Santi Rodríguez, María Pujalte, Leandro Rivera, Yolanda Ramos, Cristina Peña, Iván Massagué.

## Personajes
| Principal | Recurrente | Estrella Especial Invitada | No aparece |

| Personaje                         | Actores              | Personajes principales | Personajes principales | Personajes principales | Personajes principales | Personajes principales | Personajes principales | Personajes principales | Personajes principales | Personajes principales | Personajes principales | Personajes principales | Personajes principales | Personajes principales | Personajes principales | Personajes principales | Capítulos |
| Personaje                         | Actores              | T1                     | T2                     | T3                     | T4                     | T5                     | T6                     | T7                     | T8                     | T9                     | T10                    | T11                    | T12                    | T13                    | T14                    | T15                    | Capítulos |
| --------------------------------- | -------------------- | ---------------------- | ---------------------- | ---------------------- | ---------------------- | ---------------------- | ---------------------- | ---------------------- | ---------------------- | ---------------------- | ---------------------- | ---------------------- | ---------------------- | ---------------------- | ---------------------- | ---------------------- | --------- |
| David Pérez Pérez                 | Toni Cantó           |                        |                        |                        |                        |                        |                        |                        |                        |                        |                        |                        |                        |                        |                        |                        | 64        |
| Paco Jimeno Huete                 | Javier Cámara        |                        |                        |                        |                        |                        |                        |                        |                        |                        |                        |                        |                        |                        |                        |                        | 92        |
| Carlota Pérez Pérez               | Blanca Portillo      |                        |                        |                        |                        |                        |                        |                        |                        |                        |                        |                        |                        |                        |                        |                        | 159       |
| Soledad "Sole" Huete de Jarana    | Amparo Baró          |                        |                        |                        |                        |                        |                        |                        |                        |                        |                        |                        |                        |                        |                        |                        | 199       |
| Laura Arteagabeitia Pérez         | Paz Vega             |                        |                        |                        |                        |                        |                        |                        |                        |                        |                        |                        |                        |                        |                        |                        | 63        |
| Gonzalo Montero                   | Gonzalo de Castro    |                        |                        |                        |                        |                        |                        |                        |                        |                        |                        |                        |                        |                        |                        |                        | 190       |
| Ricardo "Ríchard" Sáez de Vidales | Willy Toledo         |                        |                        |                        |                        |                        |                        |                        |                        |                        |                        |                        |                        |                        |                        |                        | 38        |
| Aída García García                | Carmen Machi         |                        |                        |                        |                        |                        |                        |                        |                        |                        |                        |                        |                        |                        |                        |                        | 98        |
| Diana Freire                      | Anabel Alonso        |                        |                        |                        |                        |                        |                        |                        |                        |                        |                        |                        |                        |                        |                        |                        | 140       |
| Esther Martín                     | Marina Gatell        |                        |                        |                        |                        |                        |                        |                        |                        |                        |                        |                        |                        |                        |                        |                        | 12        |
| Alejandro "Alex" Jimeno Capel     | Pau Durà             |                        |                        |                        |                        |                        |                        |                        |                        |                        |                        |                        |                        |                        |                        |                        | 25        |
| Félix Jimeno Huete                | Florentino Fernández |                        |                        |                        |                        |                        |                        |                        |                        |                        |                        |                        |                        |                        |                        |                        | 28        |
| El Frutero                        | Santi Rodríguez      |                        |                        |                        |                        |                        |                        |                        |                        |                        |                        |                        |                        |                        |                        |                        | 85        |
| Verónica "Vero" Montero           | Eva Santolaria       |                        |                        |                        |                        |                        |                        |                        |                        |                        |                        |                        |                        |                        |                        |                        | 81        |
| Sergio Antúnez                    | Santi Millán         |                        |                        |                        |                        |                        |                        |                        |                        |                        |                        |                        |                        |                        |                        |                        | 73        |
| Mónica Olmedo                     | María Pujalte        |                        |                        |                        |                        |                        |                        |                        |                        |                        |                        |                        |                        |                        |                        |                        | 27        |
| Pablo Antúnez                     | Leandro Rivera       |                        |                        |                        |                        |                        |                        |                        |                        |                        |                        |                        |                        |                        |                        |                        | 18        |
| Rosario "Charo" Rivas             | Yolanda Ramos        |                        |                        |                        |                        |                        |                        |                        |                        |                        |                        |                        |                        |                        |                        |                        | 13        |
| Irene Martínez Lopez              | Cristina Peña        |                        |                        |                        |                        |                        |                        |                        |                        |                        |                        |                        |                        |                        |                        |                        | 9         |
| Personajes recurrentes:           |                      |                        |                        |                        |                        |                        |                        |                        |                        |                        |                        |                        |                        |                        |                        |                        |           |
| Estefanía "Stefy" Portillo        | Vicenta Ndongo       |                        |                        |                        |                        |                        |                        |                        |                        |                        |                        |                        |                        |                        |                        |                        | 5         |
| Fernando                          | Javier Veiga         |                        |                        |                        |                        |                        |                        |                        |                        |                        |                        |                        |                        |                        |                        |                        | 6         |
| Javier "Javi"                     | Daniel Esparza       |                        |                        |                        |                        |                        |                        |                        |                        |                        |                        |                        |                        |                        |                        |                        | 6         |
| Lucia                             | Marian Álvarez       |                        |                        |                        |                        |                        |                        |                        |                        |                        |                        |                        |                        |                        |                        |                        | 5         |
| Blanca "Blanquita" Jimeno         | Alicia Andújar       |                        |                        |                        |                        |                        |                        |                        |                        |                        |                        |                        |                        |                        |                        |                        | 6         |
| Juan Federico Hernández "Johnny"  | Iván Massagué        |                        |                        |                        |                        |                        |                        |                        |                        |                        |                        |                        |                        |                        |                        |                        | 9         |

### Reparto
- Toni Cantó como David Pérez Pérez. Hermano de Carlota. (T1-T5, esporádico T8 y T15)
- Javier Cámara como Francisco "Paco" Jimeno Huete. Hijo de Sole y hermano de Félix. (T1-T7, esporádico T8 y T15)
- Blanca Portillo como Carlota Pérez Pérez. Exmujer de Gonzalo. (T1-T12, esporádica T15)
- Amparo Baró como Soledad "Sole" Huete de Jarana. Madre de Paco y Félix. (T1-T15) Protagonista de la serie y repartidora de collejas.
- Paz Vega como Laura Arteagabeitia Pérez. Prima de Carlota y David. (T1-T4, T5 - 2 episodios, T8 - 1 episodio, T14 - 2 episodios y T15 - 1 episodio)
- Gonzalo de Castro como Gonzalo Montero (su nombre adoptivo) y Antonio "Toni" Martínez López (su nombre biológico). Camarero del Casi-ke-No (T1-T4 recurrente y T5-T15 fijo)
- Guillermo Toledo como Ricardo "Ríchard" Sáez de Vidales. Amigo de Paco y David. (T2 - 1 episodio, T3 - 5 episodios, T4 - 4 episodios y fijo T8-T9)
- Carmen Machi como Aída García García. Asistenta y camarera del Casi-ke-no. Se va para estar con su familia. (T4 - 1 episodio, T5 - 4 episodios, T6 - 4 episodios, T7 - 5 episodios, T8 - 8 episodios, T9 - 10 episodios y fija T10-T13, esporádica T14 y T15)
- Anabel Alonso como Diana Freire. Actriz. Compañera de piso de Sole. (T4 esporádica, T5-T15 fija)
- Marina Gatell como Esther Martín. Antigua amiga de Carlota. (T6, esporádica T7)
- Pau Durà como Alejandro "Álex" (Jimeno) Capel. Hermano secreto de Paco y Félix. (T6-T7)
- Florentino Fernández como Pepe (T6) y después como Félix Jimeno Huete, hijo de Sole y hermano de Paco. (T8-T9, esporádico T15)
- Santi Rodríguez como "Frutero". El Frutero del barrio. (T8 - 2 episodios, T9 - un episodio, T10-T11 recurrente y T12-T15 fijo)
- Eva Santolaria como Verónica "Vero" Montero. Hermana de Gonzalo. Se va a México con Sergio. (T8 - 2 episodios y fija T9-T14, esporádica T15)
- Santi Millán como Sergio Antúnez. Ex camarero del Casi-ke-no. Se va a México con Vero. (T10-T14, esporádico T15)
- María Pujalte como Mónica Olmedo. Abogada de Carlota y dueña del Casi-ke-no. (T13-T15)
- Leandro Rivera como Pablo Antúnez. Hermano de Sergio. (T14 recurrente y T15 fijo)
- Yolanda Ramos como Rosario "Charo" Rivas. Ex cuñada de Mónica y camarera del Casi-ke-no. (T15)
- Cristina Peña como Irene Martínez López. Hermana biológica de Gonzalo. (T15)

### Reparto recurrente
- Vicenta Ndongo como Estefanía Portillo. Novia de David. (T1-T2)
- Javier Veiga como Fernando. Pretendiente de Laura. (T1-T2)
- Daniel Esparza como Javier "Javi". Hijo de una exnovia de Paco. (T6-T7)
- Marian Álvarez como Lucía. Sobrina de Sole y prima de Paco. (T7)
- Alicia Andújar como Blanca "Blanquita" Gimeno. Hija de Félix. (T8-T9)
- ¿? como Laura "Laurita" Montero Pérez. Hija de Gonzalo y Carlota. (T11-T15)
- Iván Massagué como Juan Federico "Johnny" Hernández. Compañero de piso de Pablo e Irene. (T14-T15)

## Artistas invitados
- Patricia Vico
- Ana Milán
- Carlos Iglesias
- Elisa Matilla
- José Mota
- Juanjo Cucalón
- Natalia Dicenta
- Luis Merlo
- Miguel Bosé
- Natalia Millán
- Fanny Gautier
- Agustín González
- Manuel Alexandre
- José Luis López Vázquez
- Alicia Hermida
- Constantino Romero
- Toni Acosta
- Anne Igartiburu
- Paco León
- Diego Martín
- Amparo Larrañaga
- Sancho Gracia
- Asunción Balaguer
- Federico Luppi
- Héctor Alterio
- Pablo Motos
- Helio Pedregal
- Unax Ugalde
- Carlos Sobera
- Alejandro Navamuel
- Esther Arroyo
- Jesús Bonilla
- Elia Galera
- Joaquín Climent
- Alicia Borrachero
- Roberto Enríquez
- Pilar Castro
- Luis Barbero
- Pedro Peña
- Toni Sevilla
- Maribel del Prado
- Pepón Nieto
- Alejo Sauras
- Antonio Resines
- José Ángel Egido
- Josep Maria Pou
- María Isbert
- Carme Conesa
- Paco Valladares
- Secun de la Rosa
- Beatriz Rico
- Jaime Blanch
- Llum Barrera
- María Botto
- Bea Segura
- Lolita Flores
- Tina Sainz
- Óscar Jaenada
- Jaime Ordóñez
- Pepo Oliva
- Bibiana Fernández
- Eduardo Antuña
- Luis Varela
- Antonio Dechent
- Ginés García Millán
- Dani Martín
- Álex Angulo
- Maribel Verdú
- José Luis Coll
- Elena Ballesteros
- Carme Elías
- Lola Baldrich
- Melanie Olivares
- Amparo Soler Leal
- Gloria Muñoz
- Belén Rueda
- Richard Collins-Moore
- Tamar Novas
- Miki Nadal
- María Lanau
- Cristina Castaño
- Paco Marín
- José Mota
- Patricia Conde
- Manel Fuentes
- Boris Izaguirre
- Antonio Molero
- Carmen Alcayde

### Artistas invitados como sí mismos
- Ángel Martín
- Rafael Amargo
- Shakira
- Santiago Carrillo
- Alfonso Guerra
- Josep Piqué
- Javier Arenas
- Fernando Torres
- Antonio Gala
- Álex Ubago
- Jesús Hermida
- Miguel Ángel Rodríguez "El Sevilla"
- Ana García Siñeriz
- Carlos Herrera
- María Teresa Campos
- Pepín Tre
- José Luis Moreno
- Lorena Berdún
- Elvira Lindo
- Fernando Sánchez Dragó
- Carolina Ferre
- José Corbacho
- Joaquín Luqui
- Eva Hache
- Miguel Ríos
- Iker Casillas
- Ronaldo
- Samuel Eto'o
- Raphael
- José Antonio Labordeta
- Mercedes Milá
- Equipo de los Guiñoles de Canal+ (personajes de José María Aznar y José Luis Rodríguez Zapatero)
- Josep Lluís Carod-Rovira
- Jesús Vázquez
- David Bisbal
- Mario Alberto Kempes
- Denilson de Oliveira
- Pepe Domingo Castaño
- Michael Robinson
- Soraya Arnelas
- Antonio Canales
- Lydia Bosch
- Santiago Segura
- El Gran Wyoming

## Errores
- En un episodio, Paco dijo que él no podía ver la película E.T. porque le daba miedo, lo que Sole le pregunta si no había ido a verla con David al cine. Eso no podía ser ya que David había caído en coma el 23 de febrero de 1981 y la película E.T. se estrenó en 1982.
- En el séptimo episodio de la octava temporada, Diana menciona que su cumpleaños es el 2 de mayo, pero en el último episodio podemos ver como su cumpleaños es el 16 de abril.
- En la temporada 6 Florentino Fernández interpreta a Pepe, un amigo de Paco, pero en el primer episodio de la temporada 8 reaparece interpretando a Félix, uno de los hermanos de Paco, personaje principal en la octava y novena temporada. Sin embargo, en el primero capítulo en el que aparece como Félix, Carlota menciona que se parece a Pepe.
- Melani Olivares interpreta a Eva, que llega a trabajar como camarera en el bar de Gonzalo sin coincidir con Aída, pero en la serie derivada Aída, reaparece como Paz, una prostituta vecina de Aída.
- Paco León interpretó a dos personajes diferentes: En la temporada 12 a Edu, novio de Vero, y en la temporada 13 a Luisma, hermano de Aída (que se convertiría en el personaje principal de la serie derivada Aída).
- Fernando Cayo interpretó a dos personajes distintos: En la temporada 8 a Roberto, amigo de Richard, y en la temporada 13 a Ángel, marido de Mónica.
- Cristina Peña apareció en la serie derivada Aída, interpretando a un personaje llamado Remedios en un episodio, curiosamente en la última temporada de 7 vidas, interpreta a un personaje principal; Irene López; la hermana de Gonzalo.
- En un episodio, Aída cuenta que tiene una hermana. Sabemos por la serie homónima que, en realidad, sólo tiene un hermano, Luisma.
- En un episodio, Sergio dice que se va de juerga con su hermano, un festero nato con el que nunca se sabe dónde vas a acabar después de una fiesta. En ese mismo capítulo, Sergio descubre que se va a casar. Sin embargo, cuando Pablo aparece en la temporada 14, vemos que es un chico muy responsable, para nada festero. Por otro lado, sí pudo haber estado a punto de casarse, tal y como vemos en el capítulo "La boda de mi peor amiga" (Episodio 4, temporada 14)

## Lanzamientos domésticos
Fue editada en DVD en varios formatos. En principio, el periódico El Mundo comenzó una colección por fascículos en el que cada semana regalaba un volumen que contenían dos capítulos cada uno, además de material extra como entrevistas o tomas falsas. Solo publicaron las dos primeras temporadas. Posteriormente la editora de los DVD SAV comenzó a lanzar a la venta todos los DVD de los fascículos de El Mundo dentro de una caja de cartón de estas dos temporadas con los mismos formtatos.
Más tarde, SAV empezó a poner a la venta cada ciertos meses todas las temporadas a la venta en packs tradicionales como en otras series de televisión (como por ejemplo 24 o Alias) con varios discos cada uno (por lo general unos seis). Las dos primeras temporadas fueron reeditadas en este nuevo formato también. Cada temporada tenía un precio habitual de 39,90€.
Una vez lanzada la última temporada, SAV lanzó un pack de coleccionistas de edición limitada con 55 discos que incluía toda la serie al completo. Su precio era de 150€ y a día de hoy se encuentra totalmente descatalogado.
Como dato adicional, pese a que en televisión se emitieron 15 temporadas, en formato DVD solo hay 9. Esto se hizo porque algunas temporadas tenían menor número de capítulos y se incluyeron en un mismo pack

## Adaptaciones
- 7 vite: Producida por la cadena Rai 2 para Italia, protagonizada por Marzia Ubaldi (Sole), Luca Seta (David), Michaela Andreozzi (Carlota), Giuseppe Gandini (Paco, renombrado Leopoldo) y Elena Barolo (Laura). Estrenada en 2007 con dos temporadas únicamente.
- 7 Vidas: Producida por SIC para Portugal y estrenada en 2002.
- 7 zoes: Producida para la televisión griega por J.K. Productions.